# Хвилі Лява
Хвиля Лява чи хвилі Лава — пружна хвиля з горизонтальною поляризацією. Може бути як об'ємною, так і поверхневою. Названа на честь англійського математика  Оґастуса Лава (англ. Augustus Edward Hough Love), який досліджував цей тип хвиль в додатку до сейсмології в 1911 році.

## Опис
Хвилі Лава мають горизонтальну поляризацію; а саме, в однорідному ізотропному середовищі зміщення частинок в цій хвилі перпендикулярне вектору швидкості. Якщо сагитальну площину задати в площині (x, z) з віссю z, спрямовану вглиб матеріалу, то вона описуються плоскою хвилею з частотою ω виду
{\displaystyle U_{y}=A{\textrm {exp}}[i(k_{t}x-\omega t)],}
де kt — хвильове число, A — амплітуда. Це об'ємне рішення зазвичай не представляє інтересу. Якщо напівпростір, заповнений однорідним ізотропним середовищем, покрите тонким шаром матеріалу зі швидкістю звуку меншою, ніж в об'ємі, то виникає поверхнева хвиля з затухаючою амплітудою.

## Ізотропне середовище
У разі ізотропного, однорідного та ідеально пружного середовища, що заповнює напівпростір z> 0, з густиною ρi, рівняння руху для зміщень U можна записати у вигляді

| {\displaystyle \rho _{i}{\frac {\partial ^{2}{\textbf {U}}^{i}}{\partial t^{2}}}=\mu _{i}\Delta {\textbf {U}}^{i},} | \| \| \| \| \| \| \| \| | ({{{3}}}) |
| |                         |           |
| |                         |           |
де для поперечної хвилі U = (0, Uy, 0), індекс i проходить значення 1 і 2 для тонкого шару матеріалу товщиною h і для об'ємного матеріалу, що заповнює простір; z> h.

Повне рішення цього рівняння задається у вигляді 

| {\displaystyle U_{y}^{(1)}=(B\sin {s_{1}z}+C\cos {s_{1}z})\exp {[i(kx-\omega t)]},} | \| \| \| \| \| \| \| \| | ({{{3}}}) |
|                                                                                     |                         |           |
|                                                                                     |                         |           |

| {\displaystyle U_{y}^{(2)}=A\exp {(-s_{2}z)}\exp {[i(kx-\omega t)]},} | \| \| \| \| \| \| \| \| | ({{{3}}}) |
|                                                                       |                         |           |
|                                                                       |                         |           |

де {\displaystyle s_{1}={\sqrt {k_{t1}^{2}-k^{2}}}}, {\displaystyle s_{2}={\sqrt {k^{2}-k_{t2}^{2}}}}. З граничних умов відсутності напружень на межі двох середовищ і безперервності дотичних зсувів напружень на поверхні можна отримати систему лінійних однорідних рівнянь для амплітуд A, B, C, яка має нетривіальне рішення при рівності визначника системи нулю: 

| {\displaystyle \tan {s_{1}h}={\frac {\mu _{2}s_{2}}{\mu _{1}s_{1}}},} | \| \| \| \| \| \| \| \| | ({{{3}}}) |
|                                                                       |                         |           |
|                                                                       |                         |           |

яке має безліч рішень. Амплітуди зсувів описуються виразом: 

| {\displaystyle U_{y}^{(1)}=A\cos {s_{1}(z+h)}\exp {[i(kx-\omega t)]},} | \| \| \| \| \| \| \| \| | ({{{3}}}) |
|                                                                        |                         |           |
|                                                                        |                         |           |

| {\displaystyle U_{y}^{(2)}=A\cos {s_{1}h}\exp {[i(kx-\omega t)-s_{2}z]}.} | \| \| \| \| \| \| \| \| | ({{{3}}}) |
|                                                                           |                         |           |
|                                                                           |                         |           |

Коли швидкість звуку в поверхневому шарі менша, ніж в об'ємі, то рівняння (3) має дійсні рішення, що знаходяться в області {\displaystyle k_{t1}>k>k_{t2}}. Цих коренів тим більше, чим більше значення виразу {\displaystyle k_{t2}h}. У межах малої товщини {\displaystyle k_{t2}h\rightarrow 0} існує тільки одна хвиля Лава: 

| {\displaystyle U_{y}^{(1)}=A\exp {[i(kx-\omega t)]},} | \| \| \| \| \| \| \| \| | ({{{3}}}) |
|                                                       |                         |           |
|                                                       |                         |           |

| {\displaystyle U_{y}^{(2)}=A\exp {[i(kx-\omega t)-s_{2}z]},} | \| \| \| \| \| \| \| \| | ({{{3}}}) |
|                                                              |                         |           |
|                                                              |                         |           |

| {\displaystyle k=k_{t2}\left[1+{\frac {1}{2}}k_{t2}^{2}h^{2}{\frac {\rho _{1}^{2}}{\rho _{2}^{2}}}\left(1-{\frac {c_{t1}^{2}}{c_{t2}^{2}}}\right)\right],} | \| \| \| \| \| \| \| \| | ({{{3}}}) |
| |                         |           |
| |                         |           |

| {\displaystyle s_{2}=k_{t2}\left(1-{\frac {c_{t1}^{2}}{c_{t2}^{2}}}\right)k_{t2}h{\frac {\rho _{1}}{\rho _{2}}}.} | \| \| \| \| \| \| \| \| | ({{{3}}}) |
| |                         |           |
| |                         |           |